# Aleksandr Botwinow
Aleksandr Ignatjewicz Botwinow (ros. Александр Игнатьевич Ботвинов, ur. w sierpniu 1907 we wsi Sofijino-Łyman w guberni jekaterynosławskiej, zm. 1995) – radziecki polityk, członek KC KP(b)U/KPU (1952–1966), I sekretarz Komitetu Obwodowego KPU w Czerniowcach (1956–1963), Bohater Pracy Socjalistycznej (1951).

## Życiorys
Od 1926 w WKP(b), w latach 1928–1930 działacz Komsomołu, 1930–1932 działacz związkowy w Mołdawskiej ASRR, od 1933 dyrektor stanicy maszynowo-traktorowej w rejonie kotowskim, później II sekretarz komitetu rejonowego KP(b)U w Kotowsku. W latach 1941–1942 w Armii Czerwonej, politruk kompanii piechoty, 24 września 1941 ciężko ranny i zwolniony do rezerwy jako inwalida wojenny 3 grupy, od kwietnia do grudnia 1943 I sekretarz rejonowego komitetu WKP(b) w Tatarskiej ASRR, 1944–1953 I sekretarz komitetu rejonowego KP(b)U/KPU w Kotowsku. Od 27 września 1952 do 15 marca 1966 członek KC KP(b)U/KPU, od 25 października 1955 do 12 maja 1956 przewodniczący Komitetu Wykonawczego Rady Obwodowej w Czerniowcach, od maja 1956 do 25 stycznia 1963 I sekretarz Komitetu Obwodowego KPU w Czerniowcach, od stycznia 1963 do grudnia 1964 przewodniczący Komitetu Wykonawczego Wiejskiej Rady Obwodowej w Żytomierzu. 1958-1966 deputowany do Rady Najwyższej ZSRR 5 i 6 kadencji.

## Odznaczenia
- Medal Sierp i Młot Bohatera Pracy Socjalistycznej (19 lipca 1951)
- Order Lenina (19 lipca 1951)
- Order Czerwonego Sztandaru Pracy (29 sierpnia 1957)
- Order Wojny Ojczyźnianej I klasy (11 marca 1985)
- Order Czerwonej Gwiazdy (21 lutego 1945)

I medale.